# Vasboldogasszony
Vasboldogasszony es un pueblo ubicado en el condado de Zala, Hungría.

## Superficie
Posee una superficie de 11,75 kilómetros cuadrados.

## Demografía
Hasta 2021 la población era de 556 habitantes, con una densidad de población de 47,31 habitantes por kilómetro cuadrado. En 2011 el 92,8% de la población estaba conformada por húngaros y la religión predominante era el catolicismo.